# Noughaval
Noughaval (Iers: Nuachabháil) is een gehucht in het townland met dezelfde naam in County Clare in Ierland. Het gehucht ligt nabij Kilfenora aan de rand van de Burren.
Noughaval is deel van de katholieke parochie Carron/New Quay in het bisdom Galway, Kilmacduagh en Kilfenora.
Volgens de folklore is dit een van de plaatsen waar St. Mogua een klooster stichtte. De naam Noughaval betekent dan ook zoveel als "nieuwe kloosternederzetting". (Ter onderscheid van het nabije oudere klooster in Kilfenora.) De oude kerk dateert uit de twaalfde eeuw maar daarbij is gebruikgemaakt van oudere bouwelementen.
De huidige kerk is de Kerk van St. Mochua. Dit was oorspronkelijk een protestantse kerk gebouwd in 1860 en staande in Ballyvaughan. Dit gebouw werd zorgvuldig ontmanteld en in Noughaval heropgebouwd. De kerk werd in 1943 opnieuw in gebruik genomen.
Een stenen pilaar nabij de kerk is volgens de verhalen een simpele vorm van een marktkruis. Dit kruis suggereert dat Noughaval ooit marktrechten heeft gehad maar daar is verder geen bewijs van.

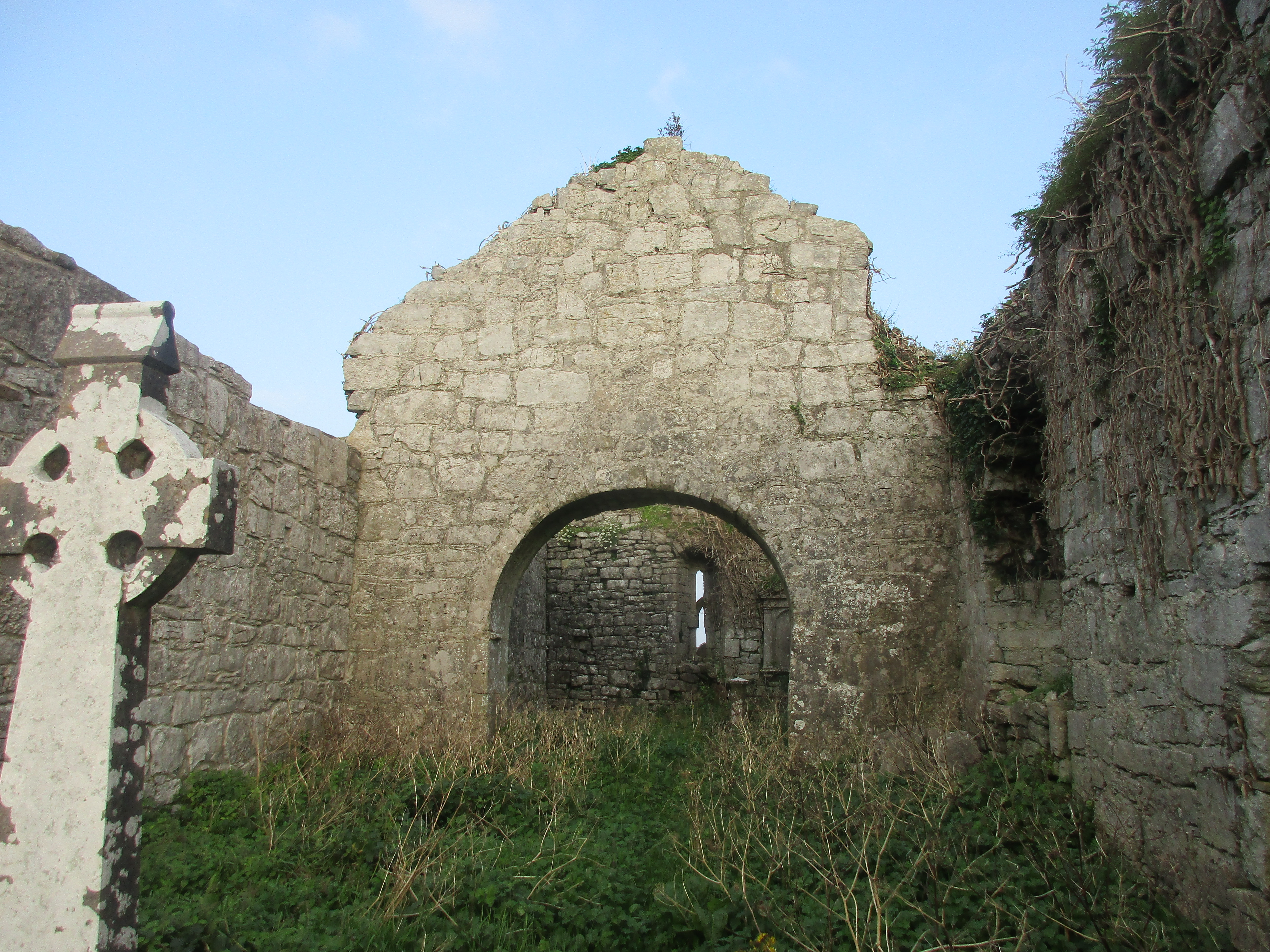
Middeleeuwse kerk van Noughaval
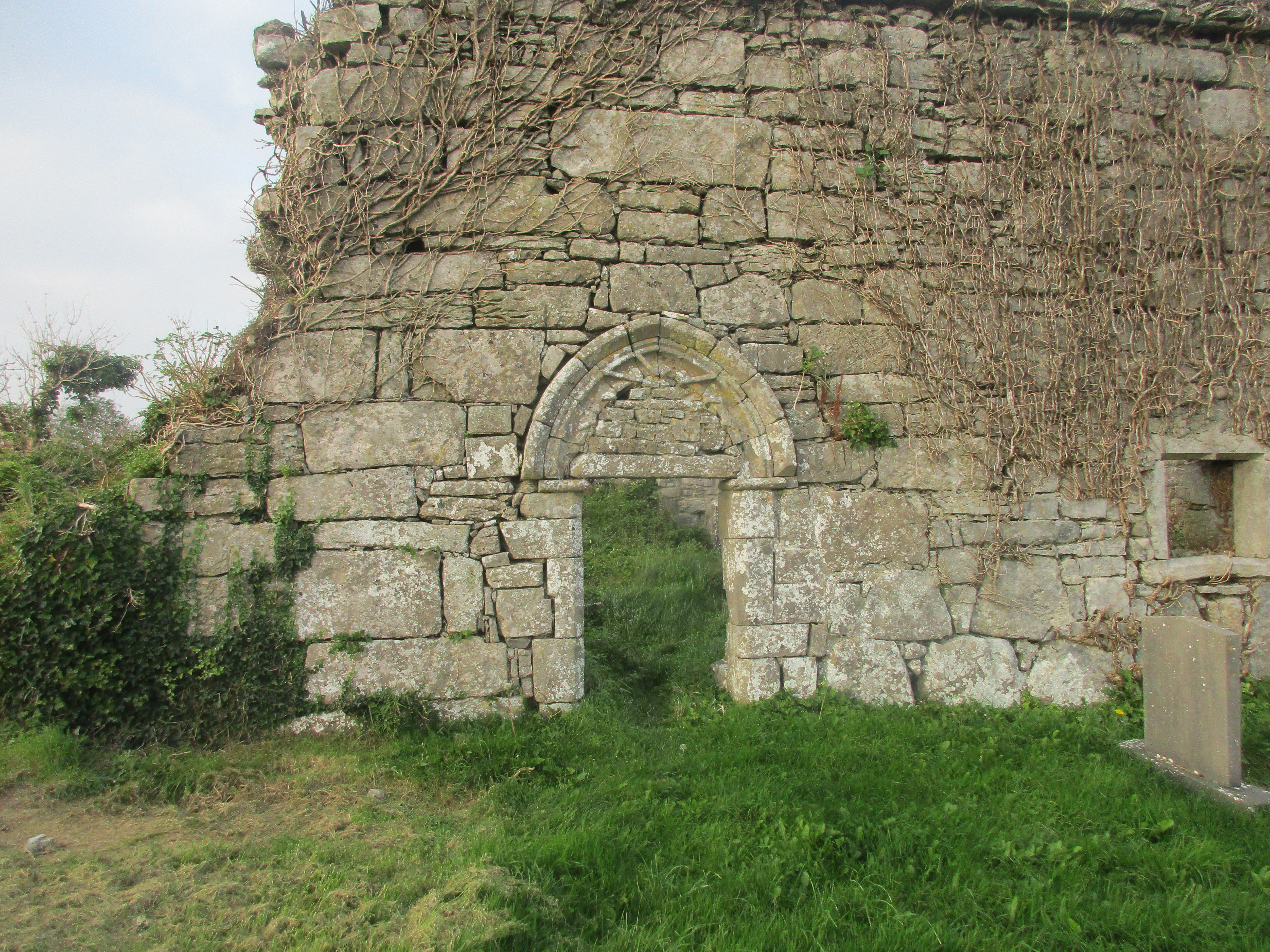
Middeleeuwse kerk van Noughaval medieval church, ingang
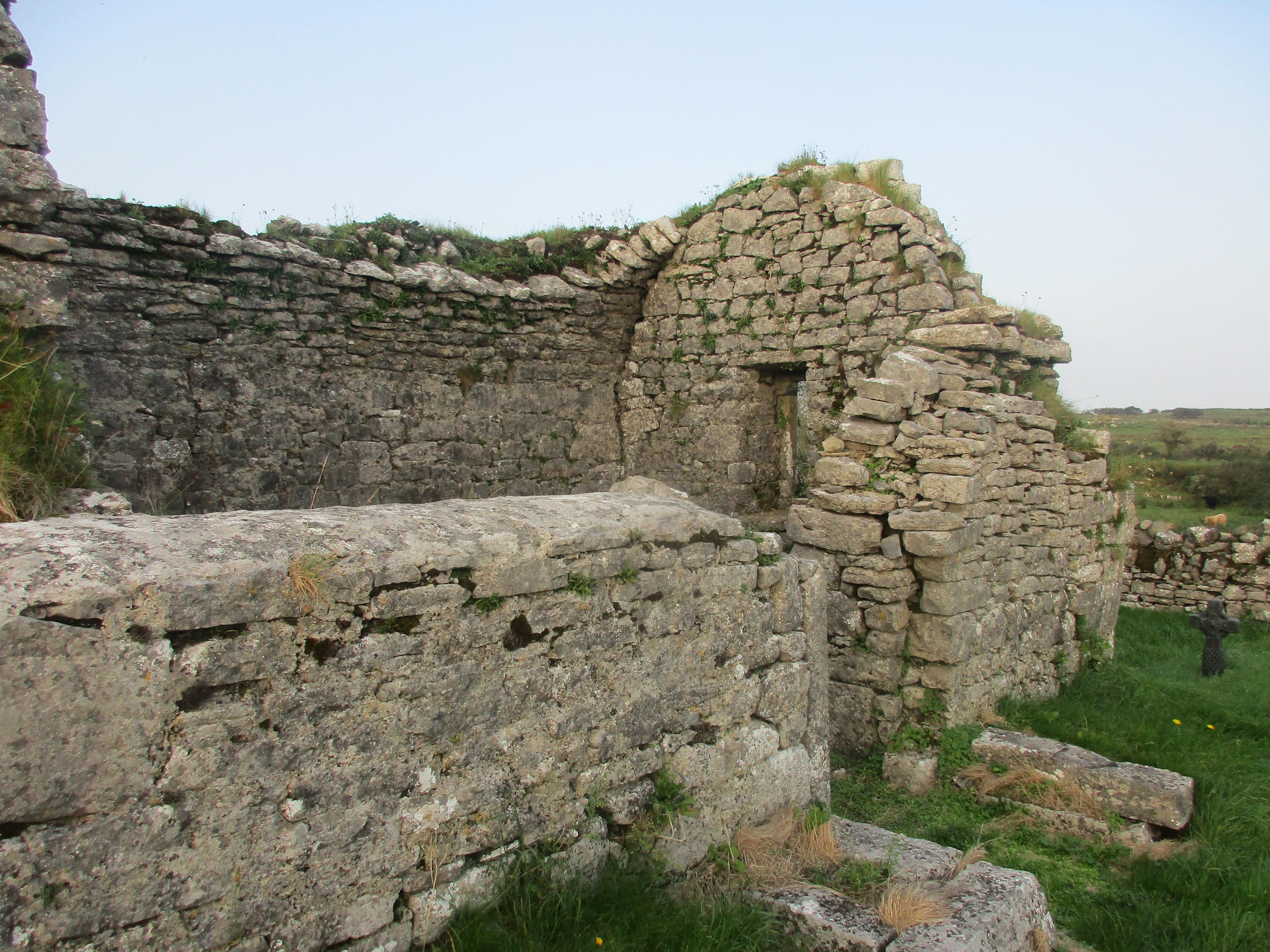
Herdenkingskapel Davoren familie
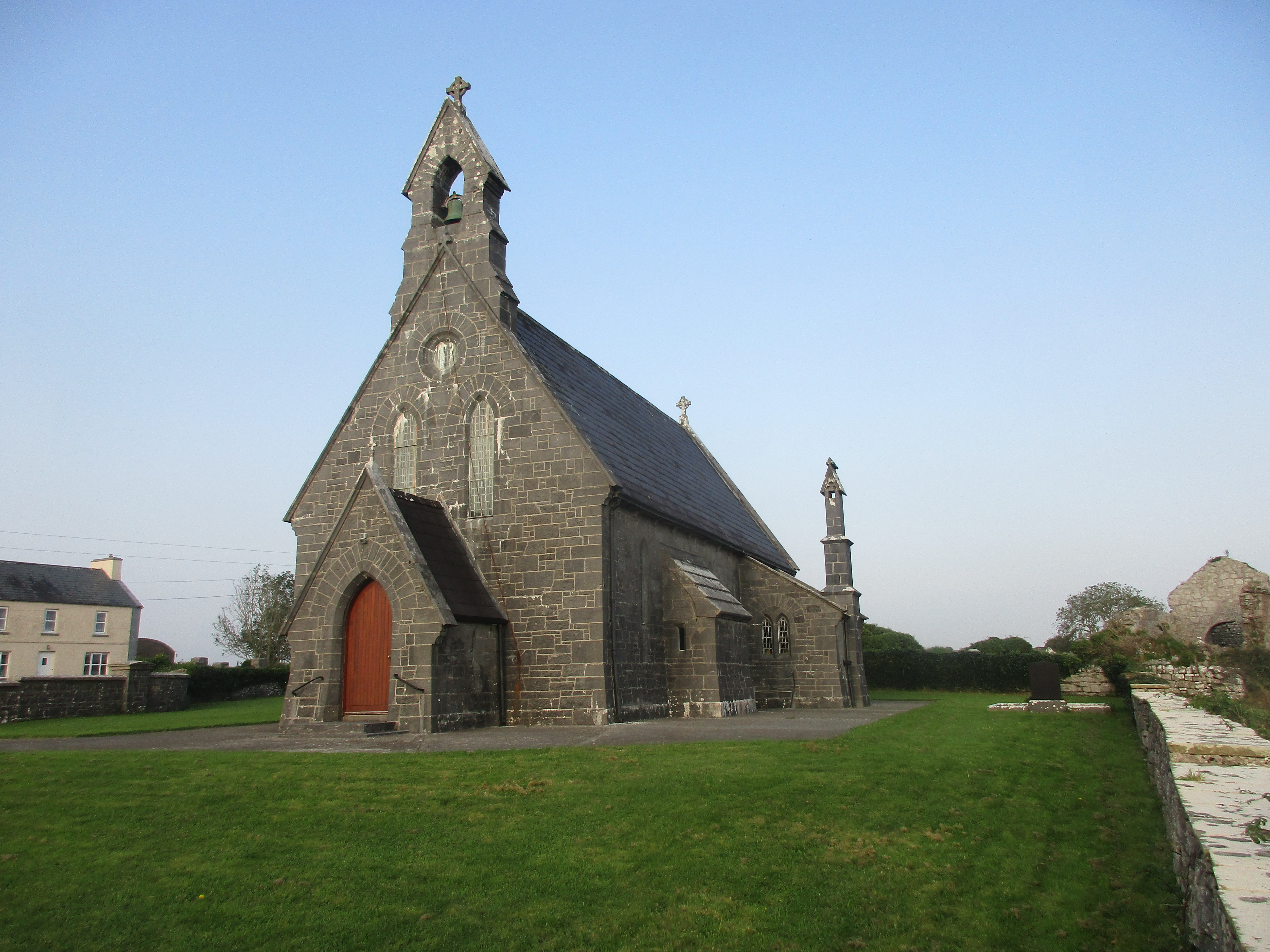
St. Mochua Kerk
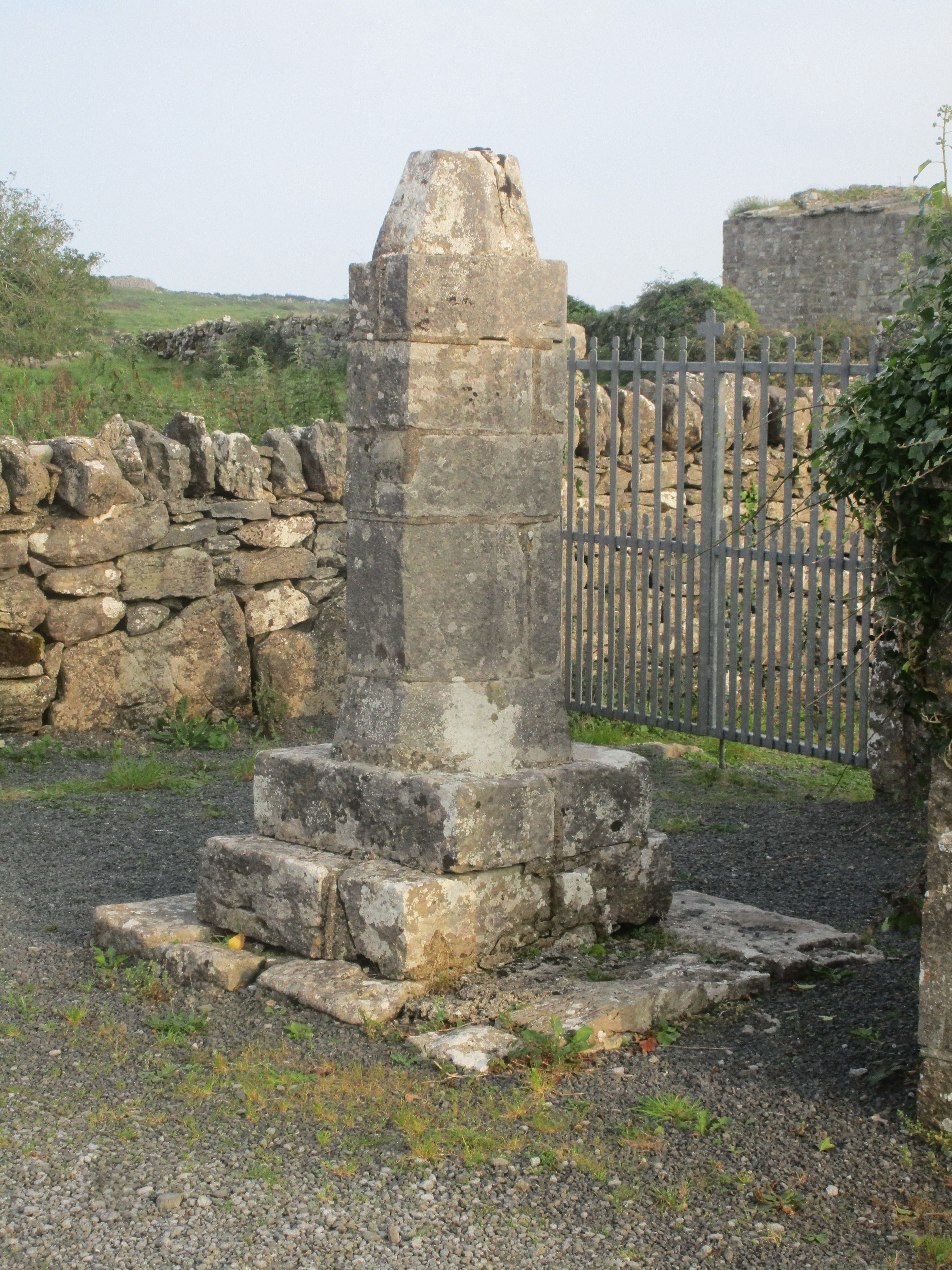
Marktkruis Noughaval